# District de Monistrol
Le district de Monistrol est une ancienne division territoriale française du département de la Haute-Loire, existante de 1790 à 1795.
Il était composé des cantons de Yssingeaux, Monistrol, Bas, Mont Faucon, Saint Didier, Saint Pal et Tence.
L'implantation du chef-lieu de district a donné lieu à de longues querelles entre les administrations municipales d'Yssingeaux, de Monistrol et de Mont Faucon. Le siège du district a finalement été placé à Monistrol, tandis que le tribunal avait pour siège Yssingeaux. En 1800, au moment de la création des arrondissements, le chef-lieu a finalement été transféré définitivement dans la sous-préfecture actuelle.